# Хажикови
Хажикови (пол. Charzykowy) — село в Польщі, у гміні Хойниці Хойницького повіту Поморського воєводства.
Населення — 1792 особи (2011).
У 1975-1998 роках село належало до Бидгощського воєводства.

## Демографія
Демографічна структура станом на 31 березня 2011 року:
|          | Загалом | Допрацездатний вік | Працездатний вік | Постпрацездатний вік |
| -------- | ------- | ------------------ | ---------------- | -------------------- |
| Чоловіки | 881     | 179                | 625              | 77                   |
| Жінки    | 911     | 163                | 576              | 172                  |
| Разом    | 1792    | 342                | 1201             | 249                  |